# Йоахим Щрайх
Йоахим Щрайх е бивш германски футболист, нападател. Той е играчът с най-много мачове и голове за националния отбор на ГДР. Номиниран е за Златната топка през 1976 г.

## Клубна кариера
Започва кариерата си в Ханза Рощок. През 1975 г. преминава в Магдербург. Щрайх извежда тима до три победи в турнира за Купата на ГДР и четири пъти става голмайстор на Оберлигата. През август 1977 г. вкарва 6 гола на отбора на Бохлен, а Магдербург побеждава с разгромното 10:2. През 1979 г. е избран за Футболист на годината в ГДР. В първенството изиграва общо 378 мача и вкарва 229 гола, което е и рекорд.

## Национален отбор
Играе за националния отбор на ГДР от 1969 до 1984 г. През 1972 г. участва на олимпийските игри в Мюнхен, където тимът на Източна Германия печели бронзов медал. Щрайх изиграва 4 мача и вкара 2 гола на Игрите. През 1974 г. е участник на Световното първенство с тима на ГДР, като е негов капитан. Йоахим вкарва гол в мача срещу Аржентина.

## Треньорска кариера
През 1985 г. слага край на кариерата си и става треньор на Магдербург. Под негово ръководство тимът играе в купата на УЕФА два пъти, като през сезон 1990/91 достига 2 кръг, където отпада от Бордо. През 1990 г. поема Айнтрахт Брауншвайг, като под негово ръководство играе носителят на Златната топка Игор Беланов. След сезон отново се връща в Магдербург. От 1996 до 1997 г. води отбора на Цвикау в регионалните дивизии.

## Успехи
- Футболист на годината в ГДР – 1979, 1983
- Голмайстор на Оберлигата на ГДР – 1976/77, 1978/79, 1980/81, 1982/83
- Носител на купата на ГДР – 1978, 1979, 1983
- Бронзов медалист от Олимпийските игри – 1972